# Peer Lisdorf
Peer Lisdorf (31. marts 1967) er en dansk cheftræner, der træner FC Thy-Thisted Q. Han har tidligere også været træner for Ballerup-Skovlunde Fodbold, Brøndby IF, med hvem han vandt 3F Ligaen 2012/13.

## Resultater som klubtræner

### Brøndby IF
3F Ligaen
- Guld: 2012-13
- Sølv: 2013-14

Sydbank Pokalen
- Guld: 2013-14
- Guld: 2012-13